# 청자 양각도철문 정형 향로
청자 양각도철문 정형 향로(靑磁 陽刻饕餮文 鼎形 香爐)는 대한민국 서울특별시에 있는 서울특별시 성북구 간솔미술관에 있는, 12세기경에 제작된 청자 향로이다. 2017년 12월 26일 대한민국의 보물 제1955호로 지정되었다.

## 개요
청자 양각도철문 정형 향로는 12세기경에 제작된 청자로 전체적으로 비색에 가까운 녹청색의 유조와 섬세한 문양이 특징인 작품이다. 구연 일부에 작은 파손의 흔적이 있고, 산화 번조되어 일부 갈색을 띠지만 보존상태가 양호하다. 모습은 구연부, 몸체, 굽다리를 각각 만들어 접합하였으며 휘어진 목 부분, 튀어나온 돌대, 두 개의 손잡이, 벌어진 굽다리, 동체 상부의 작은 음각원문 등은 금속기의 영향을 보여준다. 제작상태는 매우 정교하며 비색을 띠는 유색도 매우 단아하다.
이 같은 향로는 주로 강진지역의 가마터에서 발견되며 12-13세기에 집중적으로 제작된 것으로 추정된다. 고려 청자 향로가 국가지정문화재로 지정된 사례가 몇 점 있으나, 그 중에서도 이 향로는 세발 달린 정형향로(鼎形香爐)를 대표할 만하며, 유약과 태토 모두 절정기의 수작인 점에서 국가지정문화재로 지정하였다.

## 같이 보기
- 청자

## 참고 자료
- 청자 양각도철문 정형 향로 - 국가유산청 국가유산포털